# Номерні знаки Хорватії

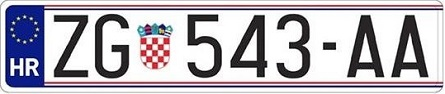
Стандарний номерний знак Хорватії з 2016 року.

Герб Хорватії

Стандартні номерні знаки Хорватії використовують формат CC-NNN(N)-L(L). Між літерним кодом та цифрами розташовано герб Хорватії. Номерні знаки доповнено європейською символікою та кодом країни на синьому тлі, оскільки Хорватія — член ЄС.

## Серії для регіонів
| Код | Регіон        | Код | Регіон           |
| --- | ------------- | --- | ---------------- |
| BJ  | Беловар       | OG  | Огулин           |
| BM  | Белі Манастір | OS  | Осієк            |
| ČK  | Чаковець      | PU  | Пула             |
| DA  | Дарувар       | PŽ  | Пожега           |
| DE  | Делниці       | RI  | Рієка            |
| DJ  | Джаково       | SB  | Славонський Брод |
| DU  | Дубровник     | SK  | Сисак            |
| GS  | Госпич        | SL  | Слатина          |
| IM  | Імотський     | ST  | Спліт            |
| KA  | Карловаць     | ŠI  | Шибеник          |
| KC  | Копривниця    | VK  | Вінковці         |
| KR  | Крапина       | VT  | Вировитиця       |
| KT  | Кутина        | VU  | Вуковар          |
| KŽ  | Крижевці      | VŽ  | Вараждин         |
| MA  | Макарська     | ZD  | Задар            |
| NA  | Нашиці        | ZG  | Загреб           |
| NG  | Нова Градишка | ŽU  | Жупаня           |

### Колишні
| Код | Регіон          | Примітка                                                        |
| --- | --------------- | --------------------------------------------------------------- |
| KN  | Крапина         | Раніше використовувався на югославських номерах, новий код - KR |
| PS  | Слатина         | Раніше використовувався на югославських номерах, новий код — SL |
| SI  | Сисак           | Раніше використовувався на югославських номерах, новий код — SK |
| SP  | Пожега          | Раніше використовувався на югославських номерах, новий код — PŽ |
| TK  | Титова Кореніца | Раніше використовувався на югославських номерах, новий код — GS |

## Спеціальні номери
| Фото | Тип                 |
| ---- | ------------------- |
|      | Поліцейський номер  |
|      | Військовий номер    |
|      | Експортний номер    |
|      | Дипломатичний номер |
|      | Спеціальний номер   |

| Код | Місія             |
| --- | ----------------- |
| 001 | Невідомо          |
| 011 | Німеччина         |
| 012 | Австрія           |
| 013 | Італія            |
| 014 | Угорщина          |
| 015 | Швеція            |
| 016 | Словенія          |
| 017 | Польща            |
| 018 | Франція           |
| 020 | Велика Британія   |
| 023 | Невідомо          |
| 024 | США               |
| 026 | Сирія             |
| 028 | Невідомо          |
| 036 | UNHCR             |
| 043 | Австралія         |
| 054 | Україна           |
| 055 | Чилі              |
| 058 | Невідомо          |
| 059 | Європейський Союз |
| 064 | Невідомо          |
| 069 | Невідомо          |
| 070 | Японія            |
| 083 | Невідомо          |
| 086 | Невідомо          |
| 087 | Чорногорія        |
| 090 | Марокко           |
| 300 | Невідомо          |
| 310 | Невідомо          |
| 318 | Невідомо          |
| 549 | Невідомо          |
| 600 | Невідомо          |